# Declan Walsh
Declan Walsh (...) è un giornalista irlandese.

## Biografia
Dopo aver studiato a Dublino, inizia la carriera da giornalista al The Sunday Business Post nel 1998, lavoro grazie al quale ottiene l'Irish National Media Award, nella categoria dedicata al giornalismo d'inchiesta. Dal 1999 vive a Nairobi dove lavora come freelance per The Independent e The Irish Times, viaggiando per l'Africa subsahariana. Dal 2004 passa al Guardian come inviato in Pakistan e Afghanistan, vivendo a Islamabad, per cui dal 2012 dirige la redazione pakistana del New York Times. Nel 2013 viene espulso dal Governo pakistano per le sue inchieste, ritenute indesiderabili, in particolare durante le elezioni politiche del 2013.
Dal 2016 è a capo dell'ufficio del Cairo del quotidiano newyorkese. Nel 2017 ha partecipato al Festival Internazionale del Giornalismo di Perugia.

## Pubblicazioni
- (IT)  "Perche un ricercatore universitario italiano è stato torturato e ucciso in Egitto?", 23 agosto 2017, New York Times.